# Кинетостатика
Кинетоста́тика (греч. kinetós — движущийся и статика) — теоретический раздел механики, в котором рассматриваются способы решения динамических задач с помощью аналитических или графических методов статики. В основе кинетостатики лежит принцип Д’Аламбера, согласно которому уравнения движения тел можно составлять в форме уравнений статики, если к фактически действующим на тело силам и реакциям связей добавить силы инерции.
Методы кинетостатики применяются при решении ряда динамических задач, особенно в динамике машин и механизмов. Так, они используются при расчётах механизмов на прочность для нахождения сил реакций при известных заранее законах изменения положения частей механизма в пространстве.